# Formule 1 v roce 2002
Sezónu 2002 Formule 1 zahájil pouze tým Ferrari s loňským modelem F 2001, ostatní týmy nasadily nové vozy. Na startu nového ročníku Formule 1 se objevili hned čtyři nováčci, Allan McNish, Felipe Massa, Mark Webber a Takuma Sató. Svět velkých cen opustil tým Prost, který se potýkal s nedostatkem financí, a také Benetton, který celý tým prodal automobilce Renault. Úvodní závod se odehrál v australském Melbourne a některé týmy se představily v novém jezdeckém složení. McLaren hledal náhradu za Häkkinena, který ukončil svou činnost, a tak do Austrálie přivezl jeho krajana Räikkönena. V závodě dominoval Michael Schumacher s loňským vozem. Za dva týdny při GP Malajsie již staré Ferrari nestačilo na dvojici Ralf Schumacher, Juan Pablo Montoya na Williamsech. To přimělo vedení týmu Ferrari nasadit model vozu F 2002 již na následný závod v Brazílii. Ferrari znovu mělo navrch a i v následujících závodech ujíždělo celému zbytku startovního pole. Po kontroverzním závěru Velké ceny Rakouska, kdy v čele jedoucí Barrichello v posledním kole uvolnil místo Michaelu Schumacherovi, se znovu začalo hovořit o týmové režii. Slavnostní ceremoniál vyhlášení vítězů byl doprovázen pískotem nespokojených fanoušků. Michael Schumacher udělal omluvné gesto a postavil se na druhé místo. Trofej pro vítěze daroval Barrichellovi.
Nadvládu vozů Ferrari přerušil David Coulthard vítězstvím v Grand Prix Monaka. Ale v následných deseti závodech se radovali opět piloti v rudých vozech z Maranella. Sezóna tak byla monopolizována jedním týmem, sledovanost klesla, i když padaly rekordy. Nikdy předtím se jediný tým nemohl radovat ze zisku 221 bodů a vítězství, nikdy předtím se nestalo, aby o titulu bylo rozhodnuto již 6 závodů před koncem a konečně byl vyrovnán 40 let starý rekord Juana Manuela Fangia – zisk pěti titulů. Michael Schumacher se zařadil mezi legendy.

## Pravidla
Bodovalo prvních 6 jezdců podle klíče:
- První - 10 bodů
- Druhý - 6 bodů
- Třetí - 4 bodů
- Čtvrtý - 3 bodů
- Pátý - 2 body
- Šestý - 1 bod

## Složení týmů
- Ferrari (Scuderia Ferrari Marlboro)
  - 1. Michael Schumacher
  - 2. Rubens Barrichello
- McLaren (West McLaren Mercedes)
  - 3. David Coulthard
  - 4. Kimi Raikkonen
- Williams (BMW WilliamsF1 Team)
  - 5. Ralf Schumacher
  - 6. Juan Pablo Montoya
- Sauber (Sauber Petronas))
  - 7. Nick Heidfeld
  - 8. Felipe Massa, Heinz-Harald Frentzen
- Jordan (Jordan Ford)
  - 9. Giancarlo Fisichella
  - 10. Takuma Sató
- B.A.R (Lucky Strike BAR Honda)
  - 11. Jacques Villeneuve
  - 12. Olivier Panis
- Renault (Mild Seven Renault F1 Team)
  - 14. Jarno Trulli
  - 15. Jenson Button
- Jaguar (Jaguar Racing)
  - 16. Eddie Irvine
  - 17. Pedro de la Rosa
- Arrows (Orange Arrows)
  - 20. Heinz-Harald Frentzen
  - 21. Enrique Bernoldi
- Minardi (Minardi Cosworth)
  - 22. Alex Yoong, Anthony Davidson
  - 23. Mark Webber
- Toyota (Panasonic Toyota Racing)
  - 24. Mika Salo
  - 25. Allan McNish

## Velké ceny
| Datum               | Grand Prix                                  | Náhled | Akce               | Jezdec                  | Vůz                     | Stav MS            |
| ------------------- | ------------------------------------------- | ------ | ------------------ | ----------------------- | ----------------------- | ------------------ |
| 1. GP 3. březen     | Austrálie Albert Park (Výsledky)            |        | Závod              | Michael Schumacher      | Ferrari F2001           | Michael Schumacher |
| 1. GP 3. březen     | Austrálie Albert Park (Výsledky)            | Kolo   | Kimi Räikkönen     | McLaren-Mercedes MP4-16 |                         | Michael Schumacher |
| 1. GP 3. březen     | Austrálie Albert Park (Výsledky)            | Pole   | Rubens Barrichello | Ferrari F2001           |                         | Michael Schumacher |
| 2. GP 17. března    | Malajsie Sepang (Výsledky)                  |        | Závod              | Ralf Schumacher         | Ferrari F2001           | Michael Schumacher |
| 2. GP 17. března    | Malajsie Sepang (Výsledky)                  | Kolo   | Juan Pablo Montoya | Williams-BMW FW23       |                         | Michael Schumacher |
| 2. GP 17. března    | Malajsie Sepang (Výsledky)                  | Pole   | Michael Schumacher | Ferrari F2001           |                         | Michael Schumacher |
| 3. GP 31. březen    | Brazílie Interlagos (Výsledky)              |        | Závod              | Michael Schumacher      | Ferrari F2001           | Michael Schumacher |
| 3. GP 31. březen    | Brazílie Interlagos (Výsledky)              | Kolo   | Juan Pablo Montoya | Williams-BMW FW23       |                         | Michael Schumacher |
| 3. GP 31. březen    | Brazílie Interlagos (Výsledky)              | Pole   | Juan Pablo Montoya | Williams-BMW FW23       |                         | Michael Schumacher |
| 4. GP 14. duben     | San Marino Imola (Výsledky)                 |        | Závod              | Michael Schumacher      | Ferrari F2001           | Michael Schumacher |
| 4. GP 14. duben     | San Marino Imola (Výsledky)                 | Kolo   | Rubens Barrichello | Ferrari F2001           |                         | Michael Schumacher |
| 4. GP 14. duben     | San Marino Imola (Výsledky)                 | Pole   | Michael Schumacher | Ferrari F2001           |                         | Michael Schumacher |
| 5. GP 28. duben     | Španělsko Circuit de Catalunya (Výsledky)   |        | Závod              | Michael Schumacher      | Ferrari F2001           | Michael Schumacher |
| 5. GP 28. duben     | Španělsko Circuit de Catalunya (Výsledky)   | Kolo   | Michael Schumacher | Ferrari F2001           |                         | Michael Schumacher |
| 5. GP 28. duben     | Španělsko Circuit de Catalunya (Výsledky)   | Pole   | Michael Schumacher | Ferrari F2001           |                         | Michael Schumacher |
| 6. GP 12. květen    | Rakousko A1 Ring (Výsledky)                 |        | Závod              | Michael Schumacher      | Ferrari F2001           | Michael Schumacher |
| 6. GP 12. květen    | Rakousko A1 Ring (Výsledky)                 | Kolo   | Michael Schumacher | Ferrari F2001           |                         | Michael Schumacher |
| 6. GP 12. květen    | Rakousko A1 Ring (Výsledky)                 | Pole   | Rubens Barrichello | Ferrari F2001           |                         | Michael Schumacher |
| 7. GP 26. květen    | Monako Circuit de Monaco (Výsledky)         |        | Závod              | David Coulthard         | McLaren-Mercedes MP4-16 | Michael Schumacher |
| 7. GP 26. květen    | Monako Circuit de Monaco (Výsledky)         | Kolo   | Rubens Barrichello | Ferrari F2001           |                         | Michael Schumacher |
| 7. GP 26. květen    | Monako Circuit de Monaco (Výsledky)         | Pole   | Juan Pablo Montoya | Williams-BMW FW23       |                         | Michael Schumacher |
| 8. GP 9. červen     | Kanada Circuit Gilles Villeneuve (Výsledky) |        | Závod              | Michael Schumacher      | Ferrari F2001           | Michael Schumacher |
| 8. GP 9. červen     | Kanada Circuit Gilles Villeneuve (Výsledky) | Kolo   | Juan Pablo Montoya | Williams-BMW FW23       |                         | Michael Schumacher |
| 8. GP 9. červen     | Kanada Circuit Gilles Villeneuve (Výsledky) | Pole   | Juan Pablo Montoya | Williams-BMW FW23       |                         | Michael Schumacher |
| 9. GP 23. červen    | Evropa Nürburgring (Výsledky)               |        | Závod              | Rubens Barrichello      | Ferrari F2001           | Michael Schumacher |
| 9. GP 23. červen    | Evropa Nürburgring (Výsledky)               | Kolo   | Michael Schumacher | Ferrari F2001           |                         | Michael Schumacher |
| 9. GP 23. červen    | Evropa Nürburgring (Výsledky)               | Pole   | Juan Pablo Montoya | Williams-BMW FW23       |                         | Michael Schumacher |
| 10. GP 7. červenec  | Velká Británie Silverstone (Výsledky)       |        | Závod              | Michael Schumacher      | Ferrari F2001           | Michael Schumacher |
| 10. GP 7. červenec  | Velká Británie Silverstone (Výsledky)       | Kolo   | Rubens Barrichello | Ferrari F2001           |                         | Michael Schumacher |
| 10. GP 7. červenec  | Velká Británie Silverstone (Výsledky)       | Pole   | Juan Pablo Montoya | Williams-BMW FW23       |                         | Michael Schumacher |
| 11. GP 21. červenec | Francie Magny-Cours (Výsledky)              |        | Závod              | Michael Schumacher      | Ferrari F2001           | Michael Schumacher |
| 11. GP 21. červenec | Francie Magny-Cours (Výsledky)              | Kolo   | David Coulthard    | McLaren-Mercedes MP4-16 |                         | Michael Schumacher |
| 11. GP 21. červenec | Francie Magny-Cours (Výsledky)              | Pole   | Juan Pablo Montoya | Williams-BMW FW23       |                         | Michael Schumacher |
| 12. GP 28. červenec | Německo Hockenheimring (Výsledky)           |        | Závod              | Michael Schumacher      | Ferrari F2001           | Michael Schumacher |
| 12. GP 28. červenec | Německo Hockenheimring (Výsledky)           | Kolo   | Michael Schumacher | Ferrari F2001           |                         | Michael Schumacher |
| 12. GP 28. červenec | Německo Hockenheimring (Výsledky)           | Pole   | Michael Schumacher | Ferrari F2001           |                         | Michael Schumacher |
| 13. GP 18. srpen    | Maďarsko Hungaroring (Výsledky)             |        | Závod              | Rubens Barrichello      | Ferrari F2001           | Michael Schumacher |
| 13. GP 18. srpen    | Maďarsko Hungaroring (Výsledky)             | Kolo   | Michael Schumacher | Ferrari F2001           |                         | Michael Schumacher |
| 13. GP 18. srpen    | Maďarsko Hungaroring (Výsledky)             | Pole   | Rubens Barrichello | Ferrari F2001           |                         | Michael Schumacher |
| 14. GP 1. září      | Belgie Spa-Francorchamps (Výsledky)         |        | Závod              | Michael Schumacher      | Ferrari F2001           | Michael Schumacher |
| 14. GP 1. září      | Belgie Spa-Francorchamps (Výsledky)         | Kolo   | Michael Schumacher | Ferrari F2001           |                         | Michael Schumacher |
| 14. GP 1. září      | Belgie Spa-Francorchamps (Výsledky)         | Pole   | Michael Schumacher | Ferrari F2001           |                         | Michael Schumacher |
| 15. GP 15. září     | Itálie Monza (Výsledky)                     |        | Závod              | Rubens Barrichello      | Ferrari F1-2000         | Michael Schumacher |
| 15. GP 15. září     | Itálie Monza (Výsledky)                     | Kolo   | Rubens Barrichello | Ferrari F2001           |                         | Michael Schumacher |
| 15. GP 15. září     | Itálie Monza (Výsledky)                     | Pole   | Juan Pablo Montoya | Williams-BMW FW23       |                         | Michael Schumacher |
| 16. GP 29. září     | USA Indianapolis (Výsledky)                 |        | Závod              | Rubens Barrichello      | Ferrari F1-2000         | Michael Schumacher |
| 16. GP 29. září     | USA Indianapolis (Výsledky)                 | Kolo   | Rubens Barrichello | Ferrari F2001           |                         | Michael Schumacher |
| 16. GP 29. září     | USA Indianapolis (Výsledky)                 | Pole   | Michael Schumacher | Ferrari F2001           |                         | Michael Schumacher |
| 17. GP 13. říjen    | Japonsko Suzuka (Výsledky)                  |        | Závod              | Michael Schumacher      | Ferrari F2001           | Michael Schumacher |
| 17. GP 13. říjen    | Japonsko Suzuka (Výsledky)                  | Kolo   | Michael Schumacher | Ferrari F2001           |                         | Michael Schumacher |
| 17. GP 13. říjen    | Japonsko Suzuka (Výsledky)                  | Pole   | Michael Schumacher | Ferrari F2001           |                         | Michael Schumacher |

## Konečné hodnocení Mistrovství světa

### Jezdci
1. Michael Schumacher Ferrari 144
2. Rubens Barrichello Ferrari 77
3. Juan Pablo Montoya Williams 50
4. Ralf Schumacher Williams 42
5. David Coulthard McLaren 41
6. Kimi Raikkonen McLaren 24
7. Jenson Button Renault 14
8. Jarno Trulli Renault 9
9. Eddie Irvine Jaguar 8
10. Nick Heidfeld Sauber 7
11. Giancarlo Fisichella Jordan 7
12. Jacques Villeneuve B.A.R 4
13. Felipe Massa Sauber 4
14. Olivier Panis B.A.R 3
15. Takuma Sató Jordan 2
16. Mark Webber Minardi 2
17. Heinz Harald Frentzen Arrows 2
18. Mika Salo Toyota 2

### Pohár konstruktérů
1. Ferrari 221
2. Williams 92
3. McLaren 65
4. Renault 23
5. Sauber 11
6. Jordan 9
7. Jaguar 8
8. B.A.R 7
9. Minardi 2
10. Arrows 2
11. Toyota 2

### Národy
1. Německo 195
2. Brazílie 81
3. Velká Británie 63
4. Kolumbie 50
5. Finsko 26
6. Itálie 16
7. Kanada 4
8. Francie 3
9. Austrálie 2
10. Japonsko 2

## Roční statistiky
| Vítězství              | Vůz         | Motor       | Národ             |
| ---------------------- | ----------- | ----------- | ----------------- |
| Michael Schumacher 11× | Ferrari 15× | Ferrari 15× | Německo 12×       |
| Rubens Barrichello 4×  | Williams 1× | BMW 1×      | Brazílie 4×       |
| Ralf Schumacher 1×     | McLaren 1×  | Mercedes 1× | Velká Británie 1× |
| David Coulthard 1×     | -           | -           | -                 |

| Pole positions        | Vůz         | Motor       | Národ       |
| --------------------- | ----------- | ----------- | ----------- |
| Juan Pablo Montoya 7× | Ferrari 10× | Ferrari 10× | Kolumbie 7× |
| Michael Schumacher 7× | Williams 7× | BMW 7×      | Německo 7×  |
| Rubens Barrichello 3× | -           | -           | Brazílie 3× |

| Nejrychlejší kolo     | Vůz         | Motor       | Národ             |
| --------------------- | ----------- | ----------- | ----------------- |
| Michael Schumacher 7× | Ferrari 12× | Ferrari 12× | Německo 7×        |
| Rubens Barrichello 5× | Williams 3× | BMW 3×      | Brazílie 5×       |
| Juan Pablo Montoya 3× | McLaren 2×  | Mercedes 2× | Kolumbie 3×       |
| Kimi Raikkonen 1×     | -           | -           | Finsko 1×         |
| David Coulthard 1×    | -           | -           | Velká Británie 1× |

| Podium                 | Vůz          | Motor            | Národ              |
| ---------------------- | ------------ | ---------------- | ------------------ |
| Michael Schumacher 17× | Ferrari 27×  | Ferrari 27×      | Německo 23×        |
| Rubens Barrichello 10× | Williams 13× | BMW 13×          | Brazílie10x        |
| Juan Pablo Montoya 7×  | McLaren 10×  | Mercedes 10×     | Kolumbie 7×        |
| Ralf Schumacher 6×     | Jaguar 1×    | Ford Cosworth 1× | Velka Británie 7 x |
| David Coulthard 6×     | -            | -                | Finsko 4×          |
| Kimi Raikkonen 4×      | -            | -                | -                  |
| Eddie Irvine 1×        | -            | -                | -                  |

| Nejrychlejší GP | Jezdec       | Vůz      | Rychlost     |
| --------------- | ------------ | -------- | ------------ |
| Itálie          | Barrichello  | Ferrari  | 241,334 km/h |
| Německo         | M.Schumacher | Ferrari  | 236,137 km/h |
| Belgie          | M.Schumacher | Ferrari  | 225,983 km/h |
| Japonsko        | M.Schumacher | Ferrari  | 212,780 km/h |
| San Marino      | M.Schumacher | Ferrari  | 205,773 km/h |
| Španělsko       | M.Schumacher | Ferrari  | 203,835 km/h |
| Velká Británie  | M.Schumacher | Ferrari  | 201,717 km/h |
| USA             | Barrichello  | Ferrari  | 201,476 km/h |
| Brazílie        | M.Schumacher | Ferrari  | 200,118 km/h |
| Francie         | M.Schumacher | Ferrari  | 199,257 km/h |
| Malajsie        | R.Schumacher | Williams | 197,680 km/h |
| Rakousko        | M.Schumacher | Ferrari  | 196,344 km/h |
| Kanada          | M.Schumacher | Ferrari  | 195,682 km/h |
| Evropa          | Barrichello  | Ferrari  | 194,677 km/h |
| Austrálie       | M.Schumacher | Ferrari  | 193,011 km/h |
| Maďarsko        | Barrichello  | Ferrari  | 180,368 km/h |
| Monako          | Coulthard    | McLaren  | 149,280 km/h |

| Nejtěsnější vítězství | Vítěz        | Druhý         | Rozdíl    |
| --------------------- | ------------ | ------------- | --------- |
| USA                   | Barrichello  | M.Schumacher  | 0:00.011  |
| Rakousko              | M.Schumacher | Barrichello   | 0:00.182s |
| Itálie                | Barrichello  | M.Schumacher  | 0:00.255  |
| Evropa                | Barrichello  | M.Schumacher  | 0:00.294  |
| Maďarsko              | Barrichello  | M.Schumacher  | 0:00.434  |
| Japonsko              | M.Schumacher | Barrichello   | 0:00.506  |
| Brazílie              | M.Schumacher | R. Schumacher | 0:00.588s |
| Monako                | Couthard     | M.Schumacher  | 0:01.050s |
| Francie               | M.Schumacher | Raikkonen     | 0:01.105  |
| Kanada                | M.Schumacher | Coulthard     | 0:01.132s |
| Belgie                | M.Schumacher | Barrichello   | 0:01.977s |
| Německo               | M.Schumacher | Montoya       | 0:10.503  |
| Velká Británie        | M.Schumacher | Barrichello   | 0:14.578  |
| San Marino            | M.Schumacher | Barrichello   | 0:17.907s |
| Austrálie             | M.Schumacher | Montoya       | 0:18.627  |
| Španělsko             | M.Schumacher | Montoya       | 0:35.630  |
| Malajsie              | R.Schumacher | Montoya       | 0:39.700  |